# CV-15
CV-15 (La Pobla Tornesa - Vilafranca y en castellano la Pobla Tornesa - Vilafranca), carretera valenciana que comunica la CV-10 Autovía de la Plana con el interior-norte de la provincia de Castellón.

## Nomenclatura
La carretera CV-15 pertenece a la red de carreteras de la Generalidad Valenciana. Su nombre está formado por las iniciales CV, que indica que es una carretera autonómica de la Comunidad Valenciana, y el 15 es el número que recibe según el orden de nomenclaturas de las carreteras de la CV.

## Historia
La CV-15 nació tras la unificación de varias carreteras (CS-800, CS-802, CS-803 y CS-804) que comunicaban localmente municipios como la Pobla Tornesa, Vall d'Alba, Albocàsser, Ares del Maestrat y Vilafranca.

## Trazado actual
La CV-15 recorre el centro de la provincia de Castellón de forma transversal, partiendo de la localidad de la Pobla Tornesa dirección noroeste hacia Vall d'Alba y els Ibarsos. En este último, la carretera realiza un giro considerable hacia el noreste, y llega a Albocàsser, donde gira de nuevo hacia el noroeste, dirección Ares del Maestrat. A la vez, atraviesa el Coll d'Ares (1260 metros), y desciende hacia el oeste, para ir a dar a Vilafranca. Los últimos kilómetros 6-7 de la CV-15 enlazan con la provincia de Teruel, y el municipio de La Iglesuela del Cid.

## Recorrido
| Velocidad | Esquema                                                         | Esquema | Esquema                                                         | Notas |
| --------- | --------------------------------------------------------------- | ------- | --------------------------------------------------------------- | ----- |
|           | CV-10 aeropuerto Cabanes - Sant Mateu                           |         | CV-10 Borriol - Castellón CV-1601 la Pobla Tornesa              |       |
| Genérica  | Comienzo de la carretera CV-15                                  |         | Fin de la carretera CV-15                                       |       |
|           |                                                                 |         | CV-1600 la Pobla Tornesa zona industrial                        |       |
|           |                                                                 |         | CV-160 zona industrial Vilafamés - San Juan de Moró             |       |
|           |                                                                 |         | Polígonos industriales                                          |       |
|           | LA MONTALBA                                                     |         | LA MONTALBA                                                     |       |
|           | CV-159 Cabanes zona industrial                                  |         | CV-159 Vilafamés les Useres                                     |       |
|           | VALL D'ALBA                                                     |         | VALL D'ALBA                                                     |       |
|           |                                                                 |         | Vall d'Alba                                                     |       |
|           | CV-156 Benlloch zona industrial                                 |         | Vall d'Alba                                                     |       |
|           | VALL D'ALBA                                                     |         | VALL D'ALBA                                                     |       |
|           |                                                                 |         | CV-162 La Barona Vilafamés                                      |       |
|           | La Pelejana La Pelejaneta                                       |         | La Pelejana La Pelejaneta                                       |       |
|           |                                                                 |         | CV-170 Atzeneta Vistabella del Maestrat                         |       |
|           | els Ibarsos                                                     |         | els Ibarsos                                                     |       |
|           |                                                                 |         | Culla                                                           |       |
|           | Polígonos Industriales                                          |         |                                                                 |       |
|           | els Ibarsos                                                     |         | els Ibarsos                                                     |       |
|           | ELS ROSSILDOS                                                   |         | ELS ROSSILDOS                                                   |       |
|           | CV-155 la Serra d'En Galceran                                   |         |                                                                 |       |
|           | SANT PAU D'ALBOCÀSSER                                           |         | SANT PAU D'ALBOCÀSSER                                           |       |
|           |                                                                 |         | CV-166 la Torre d'En Besora Culla                               |       |
|           | CV-164 Albocàsser                                               |         |                                                                 |       |
|           | CV-129 Albocàsser centro penitenciario                          |         |                                                                 |       |
|           |                                                                 |         | CV-165 Vilar de Canes la Torre d'En Besora                      |       |
|           | CV-128 Catí                                                     |         |                                                                 |       |
|           |                                                                 |         | CV-168 Vilar de Canes                                           |       |
|           |                                                                 |         | CV-166 Benassal                                                 |       |
|           | LA MONTALBANA                                                   |         | LA MONTALBANA                                                   |       |
|           | Coll d'Ares (1260 m)                                            |         | Coll d'Ares (1260 m)                                            |       |
|           | CV-1260 Ares                                                    |         |                                                                 |       |
|           | CV-12 Castellfort Morella                                       |         |                                                                 |       |
|           | Port de Vilafranca (1000 m)                                     |         | Port de Vilafranca (1000 m)                                     |       |
|           |                                                                 |         | CV-167 Benassal                                                 |       |
|           | VILAFRANCA                                                      |         | VILAFRANCA                                                      |       |
|           | Santuari de la Verge del Llosar Santuari Mare de Déu del Llosar |         | Santuari de la Verge del Llosar Santuari Mare de Déu del Llosar |       |
|           |                                                                 |         | CV-173 Mosqueruela                                              |       |
|           | Aragón Provincia de Teruel                                      |         | Comunidad Valenciana Provincia de Castellón                     |       |
|           | Fin de la carretera CV-15 Km 73                                 |         | Comienzo de la carretera CV-15 Km 73                            |       |
|           | A-227 La Iglesuela del Cid Cantavieja                           |         |                                                                 |       |

## Actuaciones sobre la CV-15

### Actuaciones realizadas
- 2004/2005: Renovación total del asfalto entre los kilómetros 0 y 37.

- Comienzos de 2008: La Consellería de Infraestructuras llevó a cabo la remodelación de la carretera en el tramo de travesía de els Ibarsos mediante la construcción de aceras, varios pasos de cebra elevados y una rotonda para disminuir la velocidad de los vehículos a su paso por el municipio.[1][2]

### Futuras actuaciones
- La CV-15 será convertida en autovía entre la Pobla Tornesa y Vall d'Alba (14 km), y mejorada y elevada a la velocidad de 100 km/h desde Vall d'Alba, Ares del Maestrat, y mediante la mejora de la CV-12, hasta Morella (73 km). Además, se construirá un túnel de 3 km para salvar el Coll d'Ares.[3]